# Notasterias
Notasterias is een geslacht van zeesterren uit de familie Asteriidae.

## Soorten
- Notasterias armata (Koehler, 1911)
- Notasterias bongraini (Koehler, 1912)
- Notasterias candicans (Ludwig, 1903)
- Notasterias haswelli Koehler, 1920
- Notasterias pedicellaris (Koehler, 1907)
- Notasterias stolophora Fisher, 1940